# Beñat San José
Beñat San José Gil (San Sebastián, Guipúzcoa; 24 de septiembre de 1979) es un entrenador de fútbol español. Actualmente dirige a la S. D. Eibar de la Segunda División de España.

## Trayectoria
Comenzó su carrera como entrenador en las divisiones inferiores de la Real Sociedad de Fútbol en 2008. En verano de 2012, fue contratado por el Al-Ittihad, como entrenador del equipo sub-21. Solo medio año después, en febrero de 2013, el club decidió ponerle de entrenador del primer equipo a San José debido al buen trabajo que estaba completando con el equipo filial del club saudí.
El guipuzcoano Beñat aceptó la propuesta y se convirtió de esta forma en el entrenador más joven en debutar en la liga de Arabia Saudita y de las principales competiciones de Asia. Los comienzos, además, no fueron sencillos, porque el Al-Ittihad se encontraba en la medianía de la tabla, un puesto al que sus aficionados no están acostumbrados dado que se trata del club más laureado del país árabe.
San José incorporó en sus alineaciones una media de cinco o seis jóvenes que tenía a sus órdenes en el filial, cumpliendo el primer objetivo que se había marcado: clasificar matemáticamente a su equipo para disputar la copa del país, con el plantel de menor edad de la competición. En este cuadro es donde consiguió su mayor éxito, ganando la Copa de Campeones del Rey en 2013, alcanzando con esto el honor de ser el entrenador más joven en conseguir el título, además de ser el equipo que más goles había anotado hasta ese momento en la historia de esta competición. 
Posteriormente en la temporada 2014-2015, entrenó al Al-Ettifaq, el club con más títulos de la zona del este del país.
Tras su paso por estos cuadros árabes fichó por el Club Deportes Antofagasta de Chile, siendo este su primer club en Sudamérica. Llega con la misión de salvar al equipo del descenso. 
Al final de temporada consiguió el objetivo de la permanencia en Primera División y además logró clasificarse a la liguilla por un cupo para disputar la Copa Sudamericana, siendo la mejor temporada en la historia del Club. 
El 21 de mayo de 2016, el presidente de BAISA, empresa que administra al Bolívar, Marcelo Claure, lo presenta como nuevo entrenador del equipo boliviano.
Beñat llegó al Bolívar en medio a una crisis futbolística e institucional. En su primer torneo, Clausura 2016, consiguió el subcampeonato. En el 2017 el equipo alcanzó el título del Apertura 2017, con 9 puntos de diferencia con el segundo de la tabla, batiendo el récord como el equipo con más goles anotados y la defensa menos batida del campeonato. El 10 de diciembre de 2017 logra nuevamente salir campeón del torneo nacional con el club boliviano al ganar el Clausura 2017, logrando así ser bicampeón. A su vez salió elegido por varios medios locales e internacionales como el mejor Director Técnico en dos ocasiones.
El 21 de diciembre de 2017 regresa a Chile al ser confirmado como nuevo entrenador de la Universidad Católica, acordando un contrato por dos años.
En la UC tuvo una gran campaña desde el comienzo del campeonato, logrando el mejor inicio de temporada de la historia del Club que ostentaba el entrenador Manuel Pellegrini. Lograron el título en 2018, siendo punteros todo el campeonato con la defensa menos batida y coronaron su buen trabajo al ser elegido por la ANFP como el mejor Director Técnico.
El 15 de diciembre de 2018, ficha por el Al-Nasr de los Emiratos Árabes Unidos.Fue despedido el 1 de abril siguiente, tras una serie de malos resultados.
El 24 de junio de 2019, regresa a Europa para dirigir al K.A.S. Eupen de la Primera División de Bélgica. En la primera campaña el equipo estaba en la posición 13° y a tres puntos de igualar la mejor puntuación histórica del club, cuando se suspendió la competición por la pandemia. En su segunda temporada 2020-21 consiguió realizar el mejor torneo de la historia del Club y alcanzó las semifinales de la Copa de Bélgica. El 27 de abril de 2021, y tras dos temporadas, decide no renovar con el club en busca de afrontar nuevos retos y desafíos en su carrera.
El 18 de mayo de 2021, San José es nombrado como nuevo técnico del Mazatlán Fútbol Club de la Liga Mexicana En su primer torneo quedó a dos goles de poder clasificar para la preliguilla, realizando un buen trabajo de inicio en el equipo Mexicano. Fue destituido el 2 de marzo siguiente, quedando el club en la 14ª posición.
El 13 de noviembre de 2022, firma por el Bolívar de la Primera División de Bolivia.Renunció el 19 de noviembre de 2023 para regresar a México y ser el entrenador del Atlas.Cinco días más tarde, el club lo anunció de manera oficial.En diciembre de 2024, se anunció su salida del equipo mexicano.
En febrero de 2025, asumió al frente del S. D. Eibar y firmó un contrato hasta junio de 2026.

## Estadísticas como entrenador
| Equipo                       | Div.                | Temporada           | Liga | Liga | Liga | Liga | Liga |    | Copa | Copa | Copa | Copa |   | Internacional | Internacional | Internacional | Internacional | Internacional |   | Otros | Otros | Otros | Otros |     | Totales     | Totales | Totales | Totales | Totales | Totales | Totales | Totales | Totales |
| Equipo                       | Div.                | Temporada           | PD   | G    | E    | P    | Pos. | PD | G    | E    | P    | PD   | G | E             | P             | Pos.          | PD            | G             | E | P     | PD    | G     | E     | P   | Rendimiento | GF      | GC      | Dif.    | Ptos.   |         |         |         |         |
| ---------------------------- | ------------------- | ------------------- | ---- | ---- | ---- | ---- | ---- | -- | ---- | ---- | ---- | ---- | - | ------------- | ------------- | ------------- | ------------- | ------------- | - | ----- | ----- | ----- | ----- | --- | ----------- | ------- | ------- | ------- | ------- | ------- | ------- | ------- | ------- |
| Al-Ittihad Arabia Saudita    | 1.ª                 | 2012-13             | 6    | 2    | 0    | 4    | 7.º  | -  | -    | -    | -    | -    | - | -             | -             | -             | -             | -             | - | -     | 6     | 2     | 0     | 4   | 33.33%      | 7       | 10      | -3      | 6       |         |         |         |         |
| Al-Ittihad Arabia Saudita    | 1.ª                 | 2013-14             | 12   | 4    | 3    | 5    | Inc. | 5  | 4    | 1    | 0    | -    | - | -             | -             | -             | 1             | 0             | 0 | 1     | 18    | 8     | 4     | 6   | 51.85%      | 38      | 32      | +6      | 28      |         |         |         |         |
| Al-Ittihad Arabia Saudita    | Total               | Total               | 18   | 6    | 3    | 9    | -    | 5  | 4    | 1    | 0    | -    | - | -             | -             | -             | 1             | 0             | 0 | 1     | 24    | 10    | 4     | 10  | 47.23%      | 45      | 42      | +3      | 34      |         |         |         |         |
| Al-Ettifaq Arabia Saudita    | 2.ª                 | 2014-15             | 22   | 11   | 5    | 6    | Inc. | 3  | 2    | 0    | 1    | -    | - | -             | -             | -             | -             | -             | - | -     | 25    | 13    | 5     | 7   | 58.67%      | 42      | 24      | +18     | 44      |         |         |         |         |
| Al-Ettifaq Arabia Saudita    | Total               | Total               | 22   | 11   | 5    | 6    | -    | 3  | 2    | 0    | 1    | -    | - | -             | -             | -             | -             | -             | - | -     | 25    | 13    | 5     | 7   | 58.67%      | 42      | 24      | +18     | 44      |         |         |         |         |
| Deportes Antofagasta · Chile | 1.ª                 | 2015-A              | 9    | 2    | 3    | 4    | 16.º | -  | -    | -    | -    | -    | - | -             | -             | -             | -             | -             | - | -     | 9     | 2     | 3     | 4   | 33.33%      | 9       | 14      | -5      | 9       |         |         |         |         |
| Deportes Antofagasta · Chile | 1.ª                 | 2016-C              | 15   | 6    | 3    | 6    | 7.º  | -  | -    | -    | -    | -    | - | -             | -             | -             | -             | -             | - | -     | 15    | 6     | 3     | 6   | 46.67%      | 23      | 18      | +5      | 21      |         |         |         |         |
| Deportes Antofagasta · Chile | Total               | Total               | 24   | 8    | 6    | 10   | -    | -  | -    | -    | -    | -    | - | -             | -             | -             | -             | -             | - | -     | 24    | 8     | 6     | 10  | 41.66%      | 32      | 32      | +0      | 30      |         |         |         |         |
| Bolívar · Bolivia            | 1.ª                 | 2016-A              | 23   | 15   | 4    | 4    | 2.º  | -  | -    | -    | -    | 4    | 1 | 1             | 2             | 2ªF           | -             | -             | - | -     | 27    | 16    | 5     | 6   | 65.43%      | 51      | 27      | +24     | 53      |         |         |         |         |
| Bolívar · Bolivia            | 1.ª                 | 2017-A              | 22   | 16   | 2    | 4    | 1.º  | -  | -    | -    | -    | 4    | 2 | 0             | 2             | 2ªF           | -             | -             | - | -     | 26    | 18    | 2     | 6   | 71.79%      | 62      | 19      | +43     | 56      |         |         |         |         |
| Bolívar · Bolivia            | 1.ª                 | 2017-C              | 22   | 12   | 6    | 4    | 1.º  | -  | -    | -    | -    | -    | - | -             | -             | -             | -             | -             | - | -     | 22    | 12    | 6     | 4   | 63.64%      | 35      | 26      | +9      | 42      |         |         |         |         |
| Universidad Católica · Chile | 1.ª                 | 2018                | 30   | 17   | 10   | 3    | 1.º  | 2  | 1    | 0    | 1    | -    | - | -             | -             | -             | -             | -             | - | -     | 32    | 18    | 10    | 4   | 66.67%      | 41      | 28      | +13     | 64      |         |         |         |         |
| Universidad Católica · Chile | Total               | Total               | 30   | 17   | 10   | 3    | -    | 2  | 1    | 0    | 1    | -    | - | -             | -             | -             | -             | -             | - | -     | 32    | 18    | 10    | 4   | 66.67%      | 41      | 28      | +13     | 64      |         |         |         |         |
| Al-Nasr · EAU                | 1.ª                 | 2018-19             | 7    | 0    | 2    | 5    | Inc. | 3  | 0    | 1    | 2    | -    | - | -             | -             | -             | -             | -             | - | -     | 10    | 0     | 3     | 7   | 10%         | 11      | 18      | -7      | 3       |         |         |         |         |
| Al-Nasr · EAU                | Total               | Total               | 7    | 0    | 2    | 5    | -    | 3  | 0    | 1    | 2    | -    | - | -             | -             | -             | -             | -             | - | -     | 10    | 0     | 3     | 7   | 10%         | 11      | 18      | -7      | 3       |         |         |         |         |
| KAS Eupen · Bélgica          | 1.ª                 | 2019-20             | 29   | 8    | 6    | 15   | 13.º | 2  | 1    | 0    | 1    | -    | - | -             | -             | -             | -             | -             | - | -     | 31    | 9     | 6     | 16  | 35.48%      | 34      | 56      | -22     | 33      |         |         |         |         |
| KAS Eupen · Bélgica          | 1.ª                 | 2020-21             | 34   | 10   | 13   | 11   | 12.º | 4  | 3    | 0    | 1    | -    | - | -             | -             | -             | -             | -             | - | -     | 38    | 13    | 13    | 12  | 45.61%      | 55      | 57      | -2      | 52      |         |         |         |         |
| KAS Eupen · Bélgica          | Total               | Total               | 63   | 18   | 19   | 26   | -    | 6  | 4    | 0    | 2    | -    | - | -             | -             | -             | -             | -             | - | -     | 69    | 22    | 19    | 28  | 41.06%      | 89      | 113     | -24     | 85      |         |         |         |         |
| Mazatlán · México            | 1.ª                 | 2021-A              | 17   | 5    | 5    | 7    | 13.º | -  | -    | -    | -    | -    | - | -             | -             | -             | -             | -             | - | -     | 17    | 5     | 5     | 7   | 39.21%      | 18      | 24      | -6      | 20      |         |         |         |         |
| Mazatlán · México            | 1.ª                 | 2022-C              | 8    | 2    | 1    | 5    | Inc. | -  | -    | -    | -    | -    | - | -             | -             | -             | -             | -             | - | -     | 8     | 2     | 1     | 5   | 29.17%      | 9       | 15      | -6      | 7       |         |         |         |         |
| Mazatlán · México            | Total               | Total               | 25   | 7    | 6    | 12   | -    | -  | -    | -    | -    | -    | - | -             | -             | -             | -             | -             | - | -     | 25    | 7     | 6     | 12  | 36%         | 27      | 39      | -12     | 27      |         |         |         |         |
| Bolívar · Bolivia            | 1.ª                 | 2023                | 29   | 15   | 6    | 8    | Inc. | 10 | 8    | 0    | 2    | 10   | 5 | 0             | 5             | 1/4           | -             | -             | - | -     | 49    | 28    | 6     | 15  | 59.18%      | 110     | 57      | +53     | 90      |         |         |         |         |
| Bolívar · Bolivia            | Total               | Total               | 96   | 58   | 18   | 20   | -    | 10 | 8    | 0    | 2    | 18   | 8 | 1             | 9             | -             | -             | -             | - | -     | 124   | 74    | 19    | 31  | 64.79%      | 258     | 129     | +129    | 241     |         |         |         |         |
| Atlas · México               | 1.ª                 | 2024-C              | 17   | 3    | 5    | 9    | 17.º | -  | -    | -    | -    | -    | - | -             | -             | -             | -             | -             | - | -     | 17    | 3     | 5     | 9   | 27.45%      | 21      | 31      | -10     | 14      |         |         |         |         |
| Atlas · México               | 1.ª                 | 2024-A              | 19   | 6    | 7    | 6    | 1/8  | -  | -    | -    | -    | 3    | 1 | 0             | 2             | 1/16          | -             | -             | - | -     | 22    | 7     | 7     | 8   | 42.43%      | 22      | 31      | -9      | 28      |         |         |         |         |
| Atlas · México               | Total               | Total               | 36   | 9    | 12   | 15   | -    | -  | -    | -    | -    | 3    | 1 | 0             | 2             | -             | -             | -             | - | -     | 39    | 10    | 12    | 17  | 35.9%       | 43      | 62      | -19     | 42      |         |         |         |         |
| Eibar · España               | 2.ª                 | 2024-25             | 15   | 6    | 7    | 2    | 9.º  | -  | -    | -    | -    | -    | - | -             | -             | -             | -             | -             | - | -     | 15    | 6     | 7     | 2   | 55.56%      | 20      | 12      | +8      | 25      |         |         |         |         |
| Eibar · España               | 2.ª                 | 2025-26             | 1    | 0    | 1    | 0    | -    | 0  | 0    | 0    | 0    | -    | - | -             | -             | -             | -             | -             | - | -     | 1     | 0     | 1     | 0   | 33.33%      | 1       | 1       | +0      | 1       |         |         |         |         |
| Eibar · España               | Total               | Total               | 16   | 6    | 8    | 2    | -    | 0  | 0    | 0    | 0    | -    | - | -             | -             | -             | -             | -             | - | -     | 16    | 6     | 8     | 2   | 54.17%      | 21      | 13      | +8      | 26      |         |         |         |         |
| Total en su carrera          | Total en su carrera | Total en su carrera | 337  | 140  | 89   | 108  | -    | 29 | 19   | 2    | 8    | 21   | 9 | 1             | 11            | -             | 1             | 0             | 0 | 1     | 388   | 168   | 92    | 128 | 51.2%       | 609     | 500     | +109    | 596     |         |         |         |         |
| 1. 2. 3. 4.                  |                     |                     |      |      |      |      |      |    |      |      |      |      |   |               |               |               |               |               |   |       |       |       |       |     |             |         |         |         |         |         |         |         |         |

### Resumen estadístico
| Competición                                | Partidos | Ganados | Empatados | Perdidos | %      | Resultado              |
| ------------------------------------------ | -------- | ------- | --------- | -------- | ------ | ---------------------- |
| Liga Yello                                 | 22       | 11      | 5         | 6        | 57.58% | 3.er lugar             |
| Liga Profesional Saudí                     | 18       | 6       | 3         | 9        | 38.89% | 7.º lugar              |
| Copa del Rey de Campeones                  | 5        | 4       | 1         | 0        | 86.67% | Campeón                |
| Copa del Príncipe de la Corona Saudí       | 3        | 2       | 0         | 1        | 66.67% | Primera ronda          |
| Supercopa de Arabia Saudita                | 1        | 0       | 0         | 1        | 0      | Subcampeón             |
| Primera División de Chile                  | 54       | 25      | 16        | 13       | 56.18% | Campeón                |
| Copa Chile                                 | 2        | 1       | 0         | 1        | 50%    | Segunda ronda          |
| Primera División de Bolivia                | 96       | 58      | 18        | 20       | 66.67% | Campeón                |
| Copa de la División Profesional de Bolivia | 10       | 8       | 0         | 2        | 80%    | Cuartos de final       |
| UAE Pro League                             | 7        | 0       | 2         | 5        | 9.52%  | 9.º lugar              |
| Copa de Liga EAU                           | 3        | 0       | 1         | 2        | 11.11% | Semifinales            |
| Primera División de Bélgica                | 63       | 18      | 19        | 26       | 38.62% | 12.º lugar             |
| Copa de Bélgica                            | 6        | 4       | 0         | 2        | 66.67% | Semifinales            |
| Liga MX                                    | 61       | 16      | 18        | 27       | 36.07% | Octavos de final       |
| Segunda División de España                 | 16       | 6       | 8         | 2        | 54.17% | 9.º lugar              |
| Copa del Rey                               | 0        | 0       | 0         | 0        | 0%     | En disputa             |
| Copa Libertadores                          | 10       | 5       | 0         | 5        | 50%    | Cuartos de final       |
| Copa Sudamericana                          | 8        | 3       | 1         | 4        | 41.67% | Segunda ronda          |
| Leagues Cup                                | 3        | 1       | 0         | 2        | 33.33% | Dieciseisavos de final |
| TOTAL                                      | 388      | 168     | 92        | 128      | 51.2%  | 4 Títulos              |

## Palmarés

### Torneos nacionales
| Título                    | Club                 | País           | Año    |
| ------------------------- | -------------------- | -------------- | ------ |
| Copa del Rey de Campeones | Al-Ittihad           | Arabia Saudita | 2013   |
| Primera División          | Bolívar              | Bolivia        | 2017-A |
| Primera División          | Bolívar              | Bolivia        | 2017-C |
| Primera División          | Universidad Católica | Chile          | 2018   |